# В бегах (фильм, 1949)
«В бегах» (англ. Man on the Run) — британская криминальная драма режиссёра Лоуренса Хантингтона, которая вышла на экраны в 1949 году.
Действие фильма происходит в послевоенной Великобритании, где армейский дезертир Питер Бёрден (Дерек Фарр), случайно оказавшись на месте преступления, попадает под подозрение в попытке ограбления магазина и убийстве полицейского. Он вынужден скрываться у военной вдовы Джин Адамс (Джоан Хопкинс), которая верит в его невиновность. Пока полиция во главе с инспектором Митчеллом (Эдвард Чепмен) ведёт его розыск, Питер с помощью Джин находит одного из грабителей. Бандиты хватают Питера и прячут в гостинице у своего сообщника, но полиции удаётся вычислить адрес этого места. В решающем противостоянии Питер ценой ранения помогает полиции схватить преступников и сам сдаётся властям. С учётом его боевых заслуг и помощи в поимке бандитов трибунал приговаривает Питера к году заключения за дезертирство.
Фильм получил смешанные оценки критики. Сильными сторонами картины были признаны изобретательный сюжет и особенно сильная актёрская игра. Вместе с тем, отмечалось, что фильм страдает неправдоподобием из-за множества случайных совпадений в сюжете, а также перегружен нравственными рассуждениями на тему дезертирства.

## Сюжет
В небольшом рыбацком городке появляется только что демобилизованный капрал Ньютон (Кеннет Мор), который узнаёт в местном бармене своего бывшего сослуживца, сержанта Питера Бёрдена (Дерек Фарр), известного в городе под фамилией Браун. Когда Бёрден идёт после работы домой, Ньютон встречает его, напрашиваясь в гости. Выясняется, что какое-то время назад Бёрден дезертировал из армии, хотя служить ему оставалось совсем недолго. Несмотря на объявленную амнистию, Бёрден не собирается сдаваться властям, как как по опыту других дезертиров знает, что после сдачи они получали тюремные сроки, несмотря на годы безупречной службы в действующей армии. Он сам отслужил четыре года, и теперь после окончания войны хочет, чтобы его наконец оставили в покое. Бёрдена тяготит то, что он живёт по поддельным документам и фактически на нелегальном положении, но всё равно отказывается сдаваться властям. Ньютон жалуется, что не может найти достойную работу, а затем шантажирует Бёрдена, требуя заплатить ему двадцать фунтов сразу и в дальнейшем платить по пять фунтов в неделю. В противном случае Ньютон угрожает сдать его властям. Бёрден немедленно собирает чемодан и переезжает в Лондон, однако ему не хватает денег на оплату даже самого недорогого жилья. Задолжав за комнату за несколько недель, Бёрден вынужден пойти на крайние меры. Он берёт свой револьвер с намерением продать его некому сомнительному торговцу по имени Робб Коллинз (Чарльз Ллойд Пэк). Когда Бёрден заходит к Коллинзу в его ювелирный магазин и достаёт для оценки свой револьвер, следом входят двое вооружённых грабителей в масках. Когда Коллинз включает сигнализацию, грабители бьют его пистолетом по голове, и он теряет сознание. Грабители убегают, но их преследует полицейский на мотоцикле, которого они убивают прямо на улице. Бёрден незаметно выходит из магазина и скрывается в переулках. Продав пальто и некоторые личные вещи, Бёрден сбривает усы и направляется в парк.
По радио сообщают, что констебль, пытавшийся задержать двух грабителей ювелирного магазина, умер. Полиция под руководством главного инспектора Митчелла (Эдвард Чепмен) начинает интенсивный розыск двух преступников. В газетах сообщается, что Коллинз находится в больнице и скоро должен прийти в сознание. Узнав об этом, Бёрден покупает билет на ближайший поезд до Ноттингема. В пабе Бёрден слышит сообщение по радио, что Коллинз пришёл в сознание и дал подробное описание третьего участника ограбления, который по какой-то причине был без маски. Двое пьяных солдат пристают в пабе к Бёрдену, требуя денег. Он бьёт одного из них по лицу и убегает. За ним гонится полиция, но Бёрдену удаётся заскочить в закрывающуюся дверь частного дома. Выяснив, что в доме больше никого нет, Бёрден просит хозяйку дома Джин Адамс (Джоан Хопкинс) не выдавать его, говоря, что у него серьёзные проблемы. Он обещает уйти сразу, как только ситуация снаружи успокоится. Во время осмотра квартиры Бёрден выясняет, что муж Джин погиб на войне. Испытывая желание выговориться, Бёрден рассказывает Джоан всё, что произошло в ювелирном магазине. Далее он объясняет причину своего дезертирства. В течение четырёх лет, пока он служил в армии, он лишился своего бизнеса, а в его дом попала бомба. Отец погиб на месте, а сестра была тяжело ранена. Бёрдену дали увольнительную, чтобы навестить семью. Сестре требовался серьёзный уход, который мать была не в состоянии оказать, и Бёрден попросил продлить увольнение, но ему отказали. Его возмутил этот отказ после четырёх лет службы, а через несколько дней от переживаний умерла и мать, после чего Бёрден решил не возвращаться на службу. Джоан говорит, что верит ему. Когда в дверь стучит полиция, проводящая обыск в районе, Джоан говорит, что не выдаст его. Обыскав дом, полицейские ничего не находят и удаляются, после чего Бёрден выходит из своего укрытия. Она наливает ему выпить, после чего рассказывает, что её муж умер в больнице от ран. Ещё до войны они фактически жили раздельно, так как он встретил другую женщину, и собирались подать на развод, но в этот момент его призвали на службу. В Дюнкерке мужа тяжело ранило, после выписки из госпиталя ему было некуда податься, и Джин пустила его в свой дом. Вскоре у него начались осложнения, последовала ещё одна операция, но он умер. Затем Джин говорит, что поможет Бёрдону и прикроет его, а он в свою очередь должен доказать свою непричастность к ограблению и убийству. Бёрдон понимает, что для него единственным выходом будет найти эти двух грабителей. Он вспоминает, что один из них был худой, высокого роста, и у него отсутствовала половина двух пальцев на левой руке. И ещё он хорошо запомнил голос одного из них с сильным австралийским акцентом.
Утром полиция находит в одном из магазинчиков плащ Бёрдена, выясняя у продавца, что его сдал человек с усами. По сообщениям газет, полиция установила марку револьвера, из которого был застрелен полицейский, и эта марка совпала с оружием Бёрдена. Поскольку Бёрдена по-прежнему повсюду ищут, Джин заявляет, что ночью сама выбросит его револьвер в реку. Сразу после того, как она выбрасывает револьвер, на мосту к ней подходит полицейский, проверяя её документы. Револьвер же случайно падает на борт проходящей внизу баржи, и двое моряков решают сдать его в полицию. Поняв, что Джин может попасть под подозрение, Бёрден решает уйти. Джин отдаёт ему свои сбережения и одежду мужа, а также даёт адрес домика на побережье, где он будет в безопасности. Тем временем инспектор Митчелл допрашивает моряка, мистера Свини (Говард Дуглас), обнаружившего револьвер, который упал с моста Ватерлоо. Митчелл заявляет, что это револьвер того же типа, что и орудие убийства, но выстрел был сделан не из него, и на нём нет отпечатков пальцев. Убеждённый в том, что преступник по-прежнему прячется в том же квартале, Митчелл поручает сержанту Лоусону (Лоуренс Харви) ещё раз основательно обыскать все дома. Вечером Лоусон замечает, как Джин выводит из своего дома мужчину и уезжает с ним на такси. Запомнив номер, полиция тем же вечером находит водителя, который сообщает, что высадил пару у вокзала Виктория, но лица мужчины он не рассмотрел. За неимением других зацепок, Митчелл и Лоусон решают проверить Джин.
Утром Питер просыпается в небольшой прибрежной гостинице, наслаждаясь красотой вида, а затем вместе с Джин направляется купаться. После этого их угощает завтраком подруга Джин, хозяйка гостиницы Мэй Бейкер (Элинор Саммерфилд), которая знакомит со своим мужем, Энди Бейкером (Лоуренс Рэй). Оставшись на пляже наедине, Питер рассказывает Джин, что сейчас в стране находится около 20 тысяч дезертиров, которые не знают как им поступить — сдаться властям и сесть в тюрьму, или продолжать жить на нелегальном положении. У многих есть оправданные причины для дезертирства, но власти не хотят замечать этого. Питер уверен, что если дать им возможность начать жизнь сначала, многие из них станут полезными членами общества. В противном же случае они вынужденно станут на преступный путь. Питер хочет найти того из грабителей, которого запомнил, и попытается заставить его заговорить, так как, по его словам, этот человек не убивал полицейского. Он рассчитывает сдать его полиции и одновременно сдаться сам. Джин уговаривает Питера приложить все усилия к тому, чтобы начать всё сначала. Рано утром Джин должна будет уехать, так как ей надо на работу. В следующую субботу она обещает приехать снова, и Питер говорит, что будет ждать её. Они обнимаются и целуют друг друга. Джин уверена, что они найдут выход.
Когда Джин возвращается в свой лондонский дом, её навещает сержант Лоусон. Он спрашивает, что за мужчина ехал вместе с ней на вокзал Ватерлоо. Она утверждает, что познакомилась с ним тем же вечером и имени его точно не запомнила. По её словам, она лишь подвезла его, и, расставшись с ним на вокзале, и поехала дальше. После того, как она сообщает, что провела уикэнд в одиночестве в гостинице Anchor в Суссексе, Лоусон удаляется. В Скотленд-Ярде инспектору Митчеллу сообщают, что обнаружен ещё один револьвер, который мог быть орудием убийства. Лоусон же докладывает ему, что не верит словам Джин и направляет запрос в полицию Суссекса, чтобы провести проверку. Из кафе напротив своего дома Джин звонит Питеру, давая ему понять, что ему надо немедленно уехать из гостиницы, и они договариваются о встрече у Музея Виктории и Альберта в Лондоне. Заказав кофе, Джин видит за соседним столиком мужчину без двух средних пальцев, который говорит с австралийским акцентом. На улице Джин следует за ним до дома, в который тот заходит. Тем временем полиция нашла оружие убийства с отпечатками пальцев, которые сейчас проверяются. Получив информацию, что Джин ночью видели на мосту, Митчелл догадывается, что это она выбросила револьвер. Он требует немедленно её задержать. Не обнаружив Джин на работе, полицейские направляются к ней домой.
В музее Джин рассказывает Питеру о визите к ней полиции. Затем она говорит, что, кажется, видела человека, которого разыскивает Питер. Отправив Джин на работу, Питер подъезжает на такси к дому, где она видела преступника. Дверь ему открывает девушка, утверждающая, что живёт здесь только она. Питер отталкивает её и врывается внутрь, осматривая комнаты. На мансарде он находит нужного человека вместе с его сообщником, которые понимают, с кем имеют дело, и наставляют на него револьвер. Затем на угнанном автомобиле и бандиты увозят Питера из квартиры. Около её места работы Джин задерживает Лоусон, препровождая её в Скотленд-Ярд для допроса. Митчелл показывает Джин одежду Питера, обнаруженную в её квартире. Она сообщает, что он дезертир, но не имеет отношения к убийству. Далее она рассказывает, как всё произошло в ювелирном магазине. Сейчас, по её словам, Питер разыскивает тех двух налётчиков, и кажется, напал на след одного из них. Когда Митчелл приезжает по названному Джин адресу, дверь открывает та же девушка, представляющаяся как Лили Гейтхаус (Лаладж Льюис). После слов Митчелла о её возможной причастности к убийству Лили рассказывает, что у неё в доме в течение нескольких месяцев проживали двое дезертиров. Высокий и худой Слим Элффи (Эдвард Андердаун) долго жил в Австралии, а второго зовут Дэн Андервуд (Джон Бэйли). Она утверждает, что ничего не знала о том, что они убили полицейского до тех пор, пока не появился Питер. Угрожая оружием, они увезли его на машине. Вернувшись в свой офис, Митчелл говорит Джин, что преступники увезли Питера в неизвестном направлении. Вскоре полиция вычисляет угнанную машину и объявляет её в розыск. Изучив по карте маршрут возможного побега преступников, Митчелл догадывается, что они могут быть в Уоппинге, районе Восточного Лондона, где мальчишки ранее нашли револьвер. Митчелл поручает начинать обыски всех зданий в этом районе.
Тем временем бандитам удаётся добраться до знакомой гостиницы «Сиамская русалка» на берегу Темзы, где они паркуются в закрытом дворе. Они связывают и запирают Питера в одной из комнат, после чего убеждают Чарли (Лесли Перрин), владельца гостиницы, спрятать их на некоторое время. Чарли опасается появления полиции после обнаружения поблизости револьвера днём ранее, на что они напоминают Чарли, что это не первое их совместное дело, и у него нет другого выхода. Помимо этого, Слим и Дэн требуют, чтобы Чарли организовал для них побег из страны. Очевидно, что Чарли не хочет быть связанным с убийством полицейского, также, как и с Питером, которого Слим и Дэн планируют утопить в Темзе. Чтобы побыстрее избавиться от Слима и Дэна, Чарли договаривается с одним из кораблей, которые вскоре отплывает в Белфаст. В ответ он требует, чтобы Слим и Дэн забрали с собой на корабль и Питера. Когда они заходят в комнату за Питером, то обнаруживают, что он развязался и сбежал через окно. Чарли же показывает им, что полиция уже ведёт обыски в соседних домах. Он опасается, что полиция сразу же обнаружит угнанную машину, и тогда на него падёт подозрение в соучастии в убийстве. Полиция уже патрулирует Темзу, а Митчелл с инспектором Макбейном (Джон Стюарт) уже заходит в гостиничный паб. Обнаружив во дворе машину, полицейские достают оружие и поднимаются на второй этаж гостиницы, где обнаруживают тело только что убитого Чарли. В соседней комнате они находят одежду с биркой Адамса, а также верёвку, догадываясь, что Питер был здесь и сбежал. Митчелл убеждён, что Дэн и Слим всё ещё где-то в гостинице. Он оцепляет здание и начинает обыск всех посетителей паба. Когда Митчелл просит Слима показать левую руку, бандиты наставляют свои револьверы на детективов, отнимая у них оружие. Затем они пытаются выйти в соседнюю комнату, где натыкаются на Питера, который всё это время прятался в воде под гостиницей, а теперь поднялся через люк. Питер бьёт Слима по лицу, после чего Дэн стреляет в него, раня в руку. Он пытается бежать, но оказывается в запертой комнате. Следом за ним идёт Митчелл, и когда Дэн пытается убить его, инспектор успевает выстрелить первым, убивая бандита наповал. Полицейские уводят Слима и вызывают скорую помощь для Питера. Митчелл объясняет ему, что уже выяснил, что Питер не был участником ограбления и не причастен к убийству полицейского. Более того, он благодарит Питера за помощь в расследовании. Митчелл говорит, что Джин им всё рассказала.
Питера судит военный трибунал, где Митчелл также даёт показания о том, какую большую помощь тот оказал в поимке опасных преступников. Приняв это во внимание, а также отличный послужной список Питера, суд тем не менее не снимает с него обвинения в дезертирстве. После оглашения приговора Питер выходит к Джин, сообщая, что проведёт год в заключении, но затем хотел был вернуться к ней, и она говорит, что будет его ждать.

## В ролях
- Дерек Фарр — сержант Питер Бёрден, он же Браун
- Джоан Хопкинс — Джин Адамс
- Эдвард Чепмен — главный инспектор Митчелл
- Лоуренс Харви — детектив сержант Лоусон
- Эдвард Андердаун — Слим Эффи, грабитель без пальцев
- Джон Бэйли — Дэн Андервуд, второй грабитель
- Эльфи Басс — Берт, помощник капитана на барже
- Джон Стюарт — детектив инспектор Джим Макбрайд
- Лесли Перринс — Чарли, барыга
- Кеннет Мор — капрал Ньюман, шантажист

### История создания и проката фильма
Продюсер, сценарист и режиссёр этого фильма Лоуренс Хантингтон в период с 1930 по 1966 год поставил 38 фильмов, среди которых «Разыскивается за убийство» (1946), «Опрокинутый сосуд» (1947), «Мистер Перрин и мистер Трейлл» (1948) и «Дело о похищении» (1951).
Исполнитель главной роли Дерек Фарр регулярно появлялся в британских фильмах и на телевидении с 1938 года до своей смерти 21 марта 1986 года в возрасте 74 лет. Среди его наиболее известных фильмов — «Разыскивается за убийство» (1946), «Безмолвный прах» (1949), «Убийство без преступления» (1950), «История молодых жён» (1951) и «Разрушители плотин» (1955).
Съёмки фильма проходили на студии Elstree Studios в Борэмвуде, Хартфордшир, Англия.
Фильм вышел в прокат 20 мая 1949 года в Лондоне, 5 июня 1949 года по всей Великобритании и 29 августа 1951 года в США.
По словам киноведа Дерека Виннерта, при скромном бюджете в 110 тысяч фунтов стерлингов фильм принёс небольшую прибыль.

### Оценка фильма критикой
Как было отмечено в рецензии британского журнала The Monthly Film Bulletin, «несмотря на то, что в этом фильме создана правильная атмосфера, что обеспечивается аутентичным местом действия в Сохо, ему на редкость не хватает предприимчивости и оригинальности. Кроме того, ему не удается сохранить до конца ту напряжённость и волнение, которые присущи началу фильма. Это мог бы быть стремительный захватывающий фильм о погоне, если бы не долгие нравоучения на весьма спорную тему помилования дезертиров» и если бы причину дезертирства героя оставили додумывать зрителю, «вместо того чтобы объяснять его поведение сентиментальными отговорками». А ненужное включение военного трибунала после кульминации фильма «приводит к ложному пафосу».
Историк кино Дэвид Куинлан в книге British Sound Films: The Studio Years 1928—1959, оценив фильм как «средний», написал, что у него «быстрый темп, присутствуют дрожь и трепет, но хватает убедительности».
Современный киновед Дерек Виннерт охарактеризовал картину как «скучный британский послевоенный триллер со знакомым сюжетом», сильными сторонами которого являются «приличная актёрская игра, определённая стильность сценария и мастерство в постановке». По мнению Виннерта, «Фарр создаёт убедительный образ центрального персонажа, а надежный Эдвард Чэпмен хорош в роли инспектора полиции». В картине также занята пара заметных игроков на подъёме своей карьеры — Лоуренс Харви в роли молодого полицейского сержанта Лоусона и Кеннет Мор в роли солдата-шантажиста капрала Ньюмана, которые выдают неплохие роли второго плана. Действительно, «это очень хороший актёрский состав, на который стоит обратить внимание».